# Sinopec

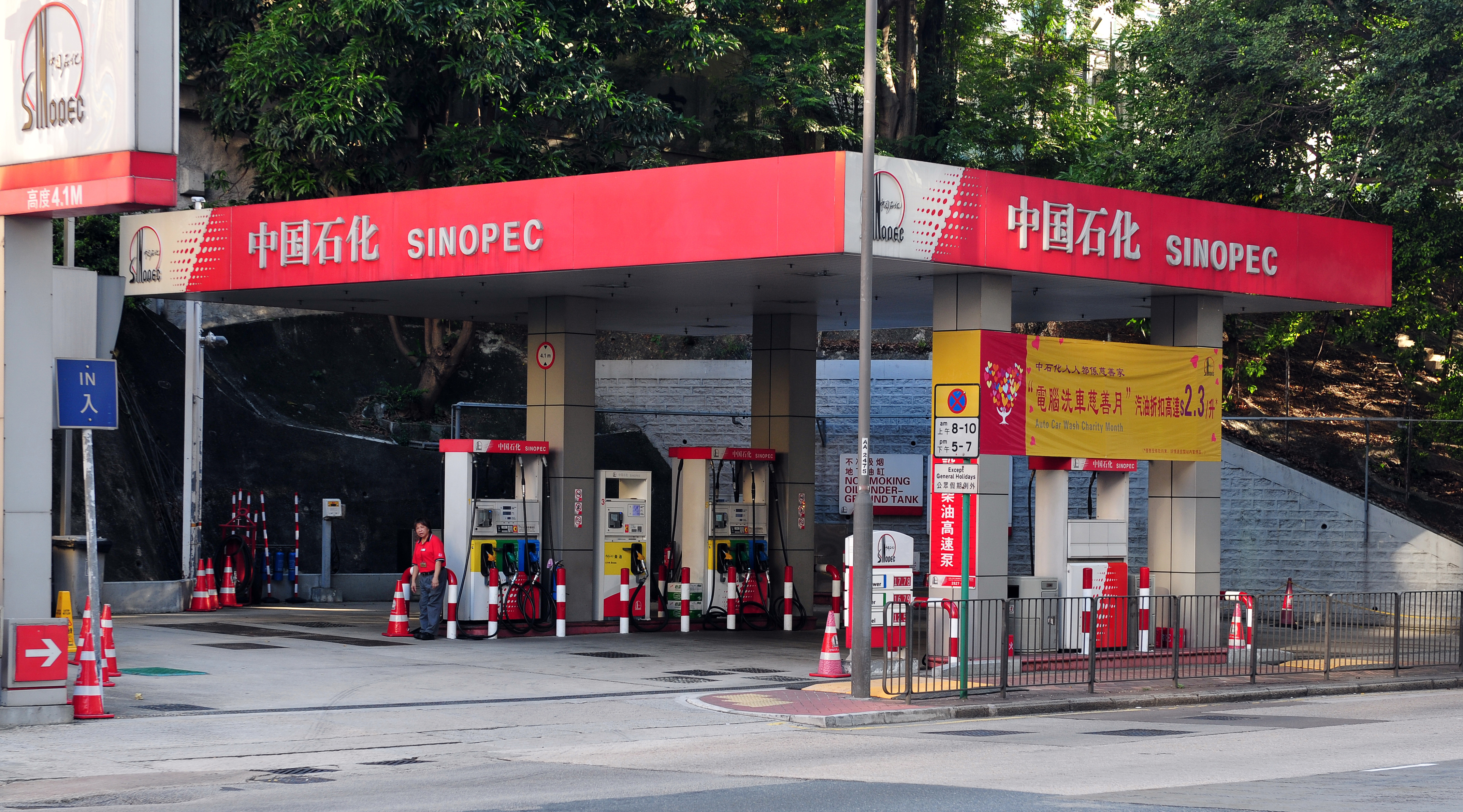
Автозаправочная станция Sinopec

China Petroleum & Chemical Corporation («Китайская нефтяная и химическая корпорация», Sinopec Corp., кит. 中国石化, рус. Синопек) — китайская интегрированная энергетическая и химическая компания. Вторая по объёмам добычи нефтегазовая компания страны (после PetroChina). В списке крупнейших компаний мира Forbes Global 2000 за 2022 год заняла 45-е место (4-е по размеру выручки, 79-е по чистой прибыли, 146-е по активам и 174-е по рыночной капитализации).

## История

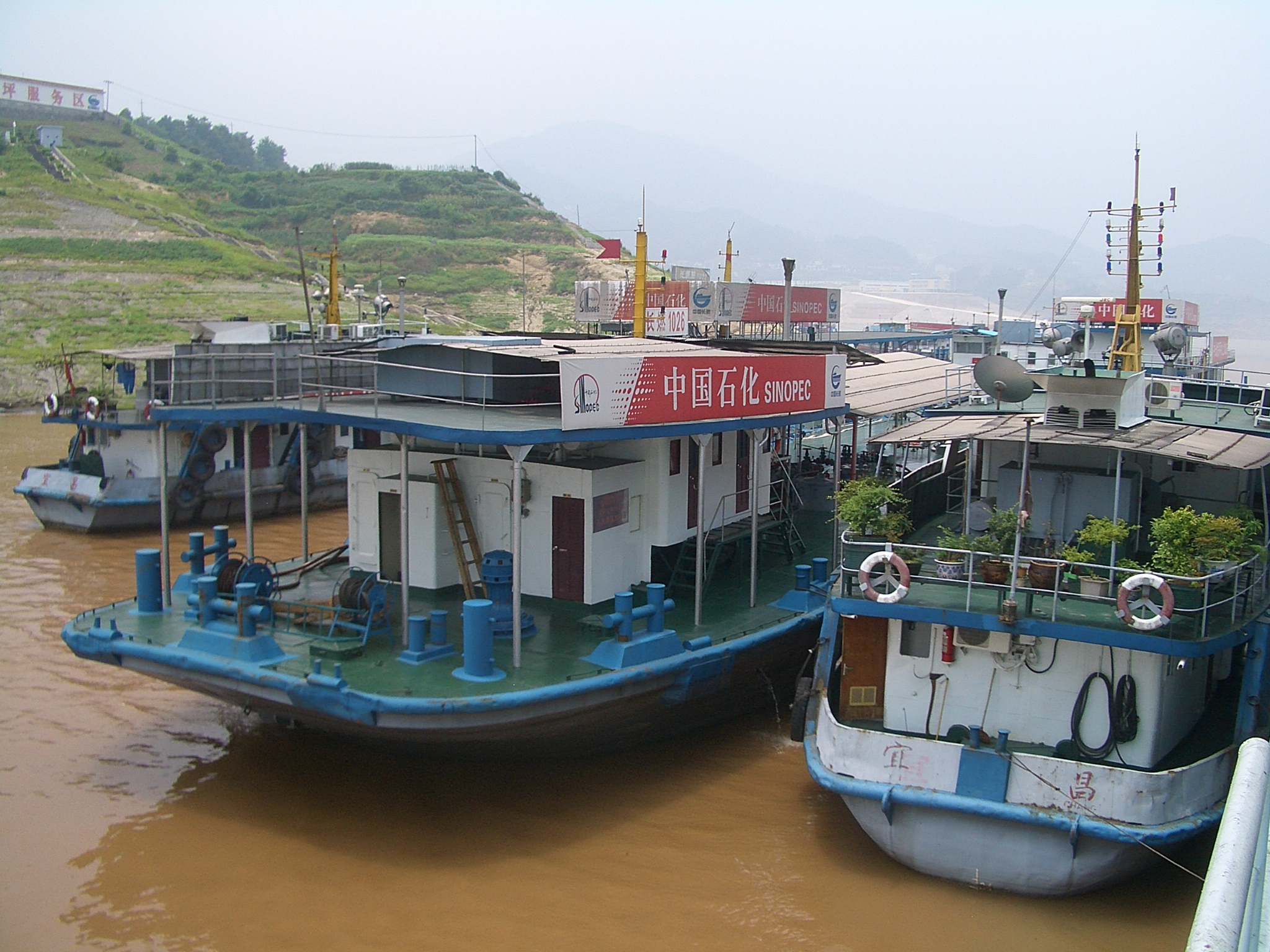
Заправочная станция для судов на р. Янцзы в уезде Цзыгуй, пров. Хубэй

К концу 1970-х годов КНР вошла в число крупнейших нефтедобывающих стран, добывая около 100 млн т нефти в год, однако нефтегазодобывающие и нефтеперерабатывающие активы были разбросаны по различным компаниям и государственным ведомствам. В 1980-х годах из них были сформированы несколько крупных корпораций, Китайская национальная шельфовая нефтяная корпорация (CNOOC, 1982 год), Китайская нефтехимическая корпорация (Sinopec, 1983 год), Китайская национальная нефтегазовая корпорация (CNPC, 1988 год). Нефтехимической корпорации досталось большинство нефтеперерабатывающих мощностей страны, за исключением небольших НПЗ непосредственно в местах нефтедобычи. Для реализации нефтепродуктов в 1993 году было создано совместное предприятие China International United Petroleum and Chemicals Corporation (Unipec), партнёром выступила Китайская национальная химическая импортно-экспортная корпорация. В 1998 году была проведена реорганизация нефтяной отрасли КНР, в частности Sinopec приобрела у CNPC некоторые нефтедобывающие активы, передав взамен часть НПЗ; Sinopec стала южной интегрированной нефтяной корпорацией, а CNPC — северной (по расположению основных активов).
25 февраля 2000 года была создана Китайская нефтяная и химическая корпорация (Sinopec Corporation), которой была передана большая часть активов Китайской нефтехимической корпорации. В октябре 2000 года Sinopec осуществила первичное размещение 16,78 млрд акции серии H на фондовых биржах Гонконга, Нью-Йорка и Лондона. В июле 2001 года компания произвела дополнительную эмиссию 2,8 млрд акций серии A на фондовой бирже Шанхая. В августе 2001 года была куплена китайская New Star Petroleum Company. В 2006 году Sinopec произвёл увеличение капитализации Hainan Petrochemical Co., Ltd., в результате чего доля корпорации в этой нефтяной компании достигла 75 %; также в этом году у материнской корпорации были приобретены нефтедобывающие активы Shengli Petroleum Administration Bureau.
Значительную часть нефти корпорация добывает в Африке, в 2004 году было подписано соглашение о разведке, добыче и переработке нефти в Габоне, в 2005 году в Судане (совместно с CNPC и местной Sudapet). В августе 2009 года была куплена зарегистрированная в Женеве компания Addax Petroleum (за $7,5 млрд), через которую в 2011 году была приобретена 80-процентаная доля Royal Dutch Shell в компании Pecten с нефтедобывающими активами в Камеруне и Нигерии. В октябре 2012 года у Total за $2,45 млрд были куплены 20 скважин в Нигерии. Присутствие в Африке было ещё больше увеличено в 2013 году покупкой у Marathon Oil участков в Анголе (за $1,52 млрд). В августе 2013 года у Apache Corporation за $3,1 млрд была куплена 33-процентная доля в нефтегазовых месторождениях в Египте.
Корпорация также присутствует в Америке, в 2010 году была куплена 8-процентная доля в канадской компании Syncrude, специализирующейся на разработке нефтеносных песков (у ConocoPhillips за $4,65 млрд). В октябре 2011 года была куплена канадская компания Daylight Energy (за $2,1 млрд). В ноябре 2011 года было куплено бразильское подразделение Galp Energia (за $5,2 млрд).
В августе 2016 года корпорация приобрела 50 % акций компании Sichuan-to-East China Natural Gas Pipeline Co. Ltd. (строительство газопровода, который свяжет сычуаньское месторождение с востоком КНР); другими инвесторами этой компании стали China Life Insurance (43,86 %) и SDIC Communications (6,14 %). В 2017 году была полностью поглощена компания Shanghai SECCO Petrochemical Company, управляющая крупным нефтехимическим комплексом в Шанхае (ранее это было совместное предприятие с BP).

## Собственники и руководство
На 2021 год крупнейшим держателем акций компании была Китайская нефтехимическая корпорация (China Petrochemical Corporation, Sinopec Group) — 68,83 %. Номинальным держателем акций, которые котируются на Гонконгской фондовой бирже (Х-акций, 21 % от акционерного капитала), является клиринговая компания HKSCC Nominees Limited; среди фактических держателей этой категории акций крупнейшими являются BlackRock (7,95 %) и Citigroup (6,68 %).
Председатели совета директоров
- 2000—2003 — Ли Ичжун
- 2003—2007 — Чэнь Тунхай — приговорён в 2009 году к смертной казни за взятки
- 2007—2011 — Су Шулинь
- 2011—2015 — Фу Чэньюй
- 2015—2018 — Ван Юйпу
- 2018—2021 — Дай Хоулян
- с 2021 — Ма Юншэн

Президенты компании
- 2000—2005 — Ван Цзимин
- 2005—2015 — Ван Тяньпу
- 2015—2018 — Ван Юйпу
- 2018—2021 — Ма Юншэн
- с 2021 — Ю Баоцай

В 2015 году Ван Тяньпу был осужден за взяточничество. Это не первый случай коррупции в высшем руководстве компании — бывший председатель совета директоров Sinopec, Чэнь Тунхай в июле 2009 года был приговорён к казни пекинским судом. Тунхай обвинялся в присвоении полученных в качестве взяток и иными путями средств в размере около 29 млн долларов за период с 1999 по 2007 годы.
Председатель совета директоров компании Фу Чэньюй с октября 2003 по март 2011 занимал пост президента китайской нефтедобывающей компании CNOOC и добился экспансии деятельности этой компании за рубежом.

## Деятельность
Основные направления деятельности:
- Разведка и разработка нефтяных и газовых месторождений, продажа нефти и природного газа
- Переработка нефти, продажа нефтепродуктов
- Производство и продажа нефтехимической продукции
- Производство и продажа водорода

На конец 2018 года корпорации были выданы лицензии на 219 участков для добычи нефти и газа в КНР общей площадью 31,6 тысяч км², кроме этого имелись лицензии на разведку на 194 участках площадью около 525 тысяч км². В других странах корпорация имеет лицензию на один участок площадью 322,6 км², а также доли в 73 участках.
Доказанные запасы нефти на конец 2021 года составляли 1,749 млрд баррелей. Наиболее значимым месторождением является Шэнли, средний уровень добычи на нём в 2018 году составлял 463 тысячи баррелей в нефтяном эквиваленте в сутки (за год было добыто 170 млн баррелей нефти и 480 млн м³ природного газа); на него приходится более половины доказанных запасов нефти (978 млн). Запасы природного газа составляют 239 млрд м³, наиболее значимы месторождения Пугуан (44,8 млрд м³) и Фулин (43,3 млрд м³). Запасы углеводородов составляли 3,207 млрд баррелей в нефтяном эквиваленте.
Средний уровень добычи в 2021 году составлял 1,314 млн баррелей в нефтяном эквиваленте в сутки (766 тыс. баррелей нефти и 93 млн м³ газа); 90 % углеводородов добывается на территории КНР.
Корпорации принадлежит 30 нефтеперерабатывающих завода общей производительностью 293,5 млн т в год (2,157 млрд баррелей в год, 5,9 млн баррелей в сутки). В 2021 году было переработано 255 млн т нефти (5,122 млн баррелей в сутки), выход нефтепродуктов включал бензин (90,84 млн т), дизельное топливо (78,34 млн т), керосин (21,27 млн т), лёгкие фракции для химической промышленности (36,17 млн т), топливное масло (25,85 млн т). 89 % нефти для НПЗ импортируется.
Розничная сеть корпорации является крупнейшей в КНР и насчитывает более 30 тысяч автозаправок; в 2021 году было продано 220,8 млн т нефтепродуктов, из них более 70 % в КНР, около 10 % выручки даёт Сингапур. В собственности корпорации находятся 353 хранилища для нефтепродуктов общей вместимостью 18,8 млн м³. Продажи природного газа составили 30 млрд м³.
Корпорация является крупнейшим производителем нефтехимической продукции в КНР, в 2018 году было произведено:
- 11,5 млн т этилена (7,3 млн т полиэтилена),
- 9,6 млн т пропилена (7,3 млн т полипропилена),
- 4,8 млн т параксилола,
- 4,3 млн т бензола,
- 2,8 млн т этиленгликоля,
- 2,8 млн т полиэстера (1 млн т полиэфирного волокна)
- 2,2 млн т стирола (583 тысячи т полистирола),
- 2,1 млн т терефталевой кислоты,
- 820 тысяч т акрилонитрила (200 тысяч т акрилового волокна),
- 742 тысячи т фенола,
- 716 тысяч т капролактама,
- 232 тысячи т поливинилхлорида[14].

Основные проекты:
- Обеспечение газом провинции Сычуань
- Нефтеперерабатывающий завод в Циндао
- Нефтеперерабатывающий завод на Хайнане
- Производство этилена в Тяньцзине
- Производство этилена в Чжэньхае
- Переработка и производство этилена в Фуцзяне
- Производство полипропиленового сырья на предприятиях дочерних компаний Sinopec Beijing Yanshan Petrochemical (Пекин) и Sinopec Yizheng Chemical Fibre (Цзянсу)[16]

|                     | 2000…  | 2005…  | 2010  | 2011  | 2012  | 2013  | 2014  | 2015  | 2016  | 2017  | 2018  | 2019  | 2020  | 2021  |
| ------------------- | ------ | ------ | ----- | ----- | ----- | ----- | ----- | ----- | ----- | ----- | ----- | ----- | ----- | ----- |
| Оборот              | 336,4… | 817,0… | 1913  | 2506  | 2786  | 2880  | 2828  | 2020  | 1931  | 2360  | 2891  | 2960  | 2105  | 2741  |
| Чистая прибыль      | 23,20… | 41,35… | 71,78 | 73,23 | 63,88 | 66,13 | 46,64 | 32,51 | 46,67 | 51,24 | 61,62 | 57,49 | 33,44 | 71,98 |
| Активы              | 369,7… | 545,2… | 987,9 | 1137  | 1258  | 1383  | 1456  | 1447  | 1499  | 1596  | 1592  | 1760  | 1739  | 1889  |
| Собственный капитал | 142,4… | 226,1… | 451,0 | 507,3 | 548,0 | 621,6 | 649,6 | 788,2 | 831,2 | 852,9 | 856,5 | 738,9 | 746,3 | 774,2 |

## Sinopec в России
В конце 2006 года Sinopec совместно с ОАО "НК «Роснефть» приобрела ОАО «Удмуртнефть» у ТНК-BP (Sinopec принадлежит 49 % акций компании). Также корпорация владеет 10 % акций СИБУРа и 40 % акций Амурского газохимического комплекса.

## Дочерние компании
Основные дочерние структуры и партнёрства на конец 2018 года:
- Sinopec International Petroleum Exploration and Production Corporation («SIPC»)
- Sinopec Great Wall Energy & Chemical Company Limited
- Sinopec Yangzi Petrochemical Company Limited
- Sinopec Pipeline Storage & Transportation Company Limited
- Sinopec Yizheng Chemical Fibre Limited Liability Company
- Sinopec Lubricant Company Limited
- Sinopec Qingdao Petrochemical Company Limited
- Sinopec Chemical Sales Company Limited
- China International United Petroleum and Chemical Company Limited
- Sinopec Overseas Investment Holding Limited («SOIH»)
- Sinopec Catalyst Company Limited
- China Petrochemical International Company Limited
- Sinopec Beihai Refining and Chemical Limited Liability Company (98,98 %)
- Sinopec Qingdao Refining and Chemical Company Limited (85 %)
- Sinopec Hainan Refining and Chemical Company Limited (75 %)
- Sinopec Marketing Co. Limited (70,42 %)
- Shanghai SECCO Petrochemical Company Limited (67,6 %)
- Sinopec—SK (Wuhan) Petrochemical Company Limited (65 %)
- Sinopec Kantons Holdings Limited (Гонконг, 60,33 %)
- Gaoqiao Petrochemical Company Limited (55 %)
- Sinopec Shanghai Petrochemical Company Limited (50,44 %)
- Fujian Petrochemical Company Limited (50 %)
- Sinopec SABIC Tianjin Petrochemical Company Limited (50 %)
- Sinopec Sichuan to East China Gas Pipeline Co., Ltd. (50 %)
- Caspian Investments Resources Ltd. (Британские Виргинские острова)
- Sinopec Finance Company Limited (49 %)
- Taihu Limited (Республика Кипр, 49 %)
- Zhongtian Synergetic Energy Company Limited (38,75 %)
- Yanbu Aramco Sinopec Refining Company Ltd. (Саудовская Аравия, 37,5 %)
- BASF-YPC Company Limited (40 %)
- ПАО «Сибур» (Россия, 10 %)

| Компания                               | PetroChina | Sinopec  | CNOOC  |
| -------------------------------------- | ---------- | -------- | ------ |
| Оборот, млрд юаней                     | 2354       | 2891     | 227    |
| Чистая прибыль, млрд юаней             | 72,416     | 61,618   | 52,688 |
| Активы, млрд юаней                     | 2432       | 1592     | 679    |
| Собственный капитал, млрд юаней        | 1411       | 856,54   | 417,37 |
| Рыночная капитализация, US$            | 198        | 96       | 76     |
| Сотрудников, тыс. чел.                 | 476,2      | 423,5    | 18,3   |
| Запасы, млрд баррелей                  | 20,39      | 2,80     | 4,96   |
| Добыча, млн баррелей в сутки           | 4,17       | 1,13     | 1,30   |
| Нефтепереработка, млн баррелей в сутки | 3,78       | 4,9      | -      |
| Автозаправок                           | 22 тысячи  | 30 тысяч | -      |

Примечание. Данные за 2018 год, рыночная капитализация на май 2019 года. Все три компании являются публично торгуемыми дочерними структурами государственных компаний КНР (Китайская национальная нефтегазовая корпорация, Китайская нефтехимическая корпорация и Китайская национальная шельфовая нефтяная корпорация соответственно); на эти дочерние структуры приходится почти вся деятельность материнских компаний.